# 草加インターチェンジ
草加インターチェンジ（そうかインターチェンジ）は、埼玉県草加市原町にある、東京外環自動車道のインターチェンジ。

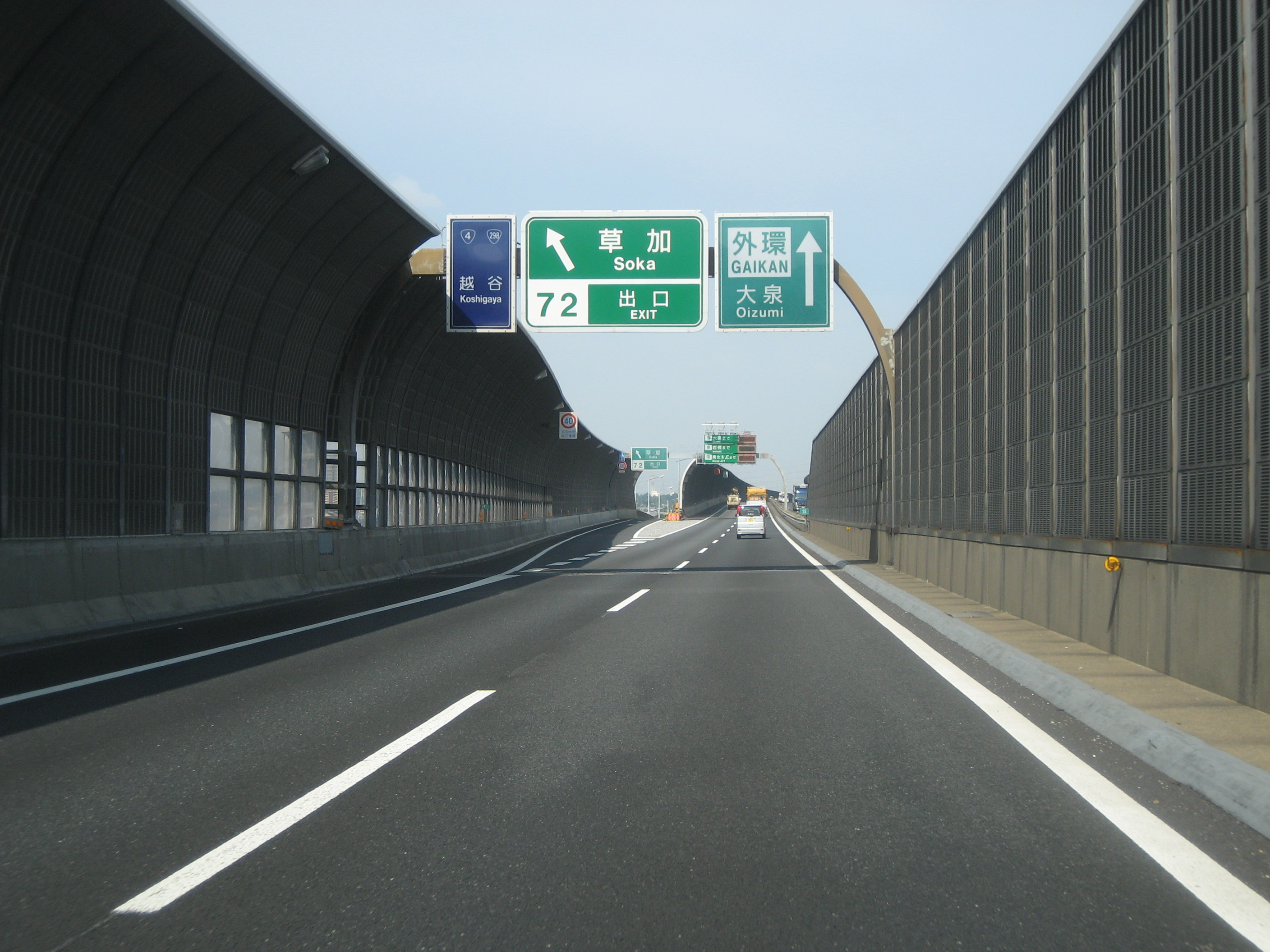
川口JCT方面側出口

国道4号草加バイパスを挟んで、東側に三郷方面（外回り）の入口、川口・戸田方面（内回り）の出口が、西側に三郷方面（外回り）の出口、川口・戸田方面（内回り）の入口がある。

## 道路
- C3 東京外環自動車道（72番）

## 接続する道路
- 国道298号
- 国道4号草加バイパス

## 周辺
- 獨協大学
- 松原団地
- 東武伊勢崎線（東武スカイツリーライン）新田駅・獨協大学前駅
- 草加八潮消防局草加消防署北分署
- 埼玉県立草加西高等学校
- 埼玉県立草加かがやき特別支援学校
- 草加警察署
- 国土交通省北首都国道事務所

## 料金所

### 三郷方面
- レーン数：2
  - ETC専用：1
  - ETC・一般：1

### 川口方面
- レーン数：2
  - ETC専用：1
  - ETC・一般：1

## 隣
C3 東京外環自動車道
(71)川口東IC - (72)草加IC - (73)草加八潮JCT/外環八潮PA/SIC（事業中） - (74)外環三郷西IC